# 周瘦鹃
周瘦鹃（1895年6月30日—1968年8月11日），原名祖福，字国贤，中国当代作家、园艺家，属于“鸳鸯蝴蝶派”代表人物之一。

## 生平
周瘦鹃原名周祖福，字国贤，系江苏省苏州府吴县人，1895年6月30日（清光绪二十一年闰五月初八）出生于上海，父亲是上海招商局江宽轮上的账房，其幼年家境尚属小康，但6岁时父亲因病去世，靠母亲为人缝补维持家计。先后就读于上海储实两等小学和老西门民立中学。1912年中学毕业前患病，毛发脱光，得校长器重，留校任教，不久改行为职业作家。他在中学时代即开始从事写作，用笔名“泣红”，在商务印书馆出版的《小说月报》上发表处女作话剧《爱之花》。
1915年，周瘦鹃参加南社。此后任职于中华书局，翻译出版《福尔摩斯侦探案全集》和《欧美名家短篇小说丛刊》（其中包括高尔基作品中最早的中译），获得稿费后，得以和胡凤君结婚。
自1920年起，周瘦鹃任《申报》副刊《自由谈》编辑，直到1932年底。同时，他还主编或与人合编《礼拜六》周刊、大东书局《半月》杂志（后改名《紫罗兰》和《新家庭》）、《紫兰花片》、《良友画报》等多种报刊。
1931年，周瘦鹃迁居苏州，在王长河头辟紫兰小筑，人称周家花园。他往来于苏州与上海之间，继续负责申报的《春秋》副刊。1937年淞沪会战爆发，周瘦鹃与程小青两家经浙江南浔避居安徽黟县山区。次年《申报》在租界复刊，周瘦鹃也回到上海复职，居愚园路田庄，并在海格路售卖盆景维持生计。经同学蒋保厘介绍，周瘦鹃加入上海中西莳花会，在比赛中曾两度夺魁，获得彼得葛兰奖杯。第三届仅获次奖，遂愤而退出。至太平洋战争爆发，日军占领租界，周瘦鹃辞去《申报》副刊编务。
1946年起，周瘦鹃再度隐居苏州，闭门研究盆景。1950年代以后，陈毅、周恩来、叶剑英等都前去拜访。此后曾发表有关花草园艺、游记的散文集《行云集》、《花花草草》、《花前琐记》、《花前续记》等。
在文化大革命中，周瘦鹃受到张春桥的点名批判。1968年8月11日（农历七月十八日）投井身亡，年73岁。
1973年获苏州有关方面平反并落实政策。当年被抄家没收的二百多个盆景未予实物归还，由有关部门折价补偿，合每盆二元五角人民币。被抄走的字画包括明代画家沈周的一幅中堂，后折价补偿七百元人民币。